# Rock, fű és motor
A Rock, fű és motor (eredeti cím: Freebird)  2008-ban bemutatott brit vígjáték. A filmet Jon Ivay rendezte, főbb szereplői Gary Stretch, Geoff Bell, Phil Daniels és Peter Bowles. A történet egy motoros csapatról szól, akik közösen indulnak útra Wales irányába.
A filmet az Egyesült Királyságban 2008. február 1-jén mutatták be, Magyarországon az HBO ada le 2009. augusztus 19-én.

## Cselekmény
Három motoros barát, Fred, Tyg és Grouch motoros túrára indul Walesbe, hogy egy adag kannabiszt hozzanak vissza Fred barátjának, a főnöknek. Ami egy kellemes vidéki hétvégének indult, hamarosan megpróbáltatássá válik.
Útközben bosszúra vágyó motorosokkal és egy óriási maszkos birkózóval találkoznak a kocsmában. Vagy talán csak a varázsgomba miatt, amit reggelire ettek.

## Szereposztás
| Színész      | Szerep  | Magyar hang    |
| ------------ | ------- | -------------- |
| Geoff Bell   | Tyg     | Epres Attila   |
| Phil Daniels | Grouch  | Besenczi Árpád |
| Gary Stretch | Fred    | Rajkai Zoltán  |
| Peter Bowles | A főnök | Szokolay Ottó  |
| Laila Rouass | Lucinda | Törtei Tünde   |